# Shiroi Yuki
"Shiroi Yuki" (白い雪 lit. White Snow) là đĩa đơn thứ 25 của Kuraki Mai được phát hành vào ngày 20 tháng 12 năm 2006.

## Danh sách bài hát
Tất cả lời bài hát được viết bởi Kuraki Mai.
| STT | Nhan đề                                                     | Thời lượng |
| --- | ----------------------------------------------------------- | ---------- |
| 1.  | "Shiroi Yuki (白い雪 White Snow)"                           | 4:49       |
| 2.  | "Omoi no Hate ni... (想いの先に... Before the Feelings...)" | 4:37       |

## Bảng xếp hạng

### OriconSales Chart
| Phát hành            | Bảng xếp hạng                | Vị trí | Doanh số tuần đầu | Tổng doanh số | Số tuần |
| -------------------- | ---------------------------- | ------ | ----------------- | ------------- | ------- |
| 20 tháng 12 năm 2006 | Oricon Daily Singles Chart   | 2      |                   |               |         |
| 20 tháng 12 năm 2006 | Oricon Weekly Singles Chart  | 4      | 23,937            | 43,721        | 11 tuần |
| 20 tháng 12 năm 2006 | Oricon Monthly Singles Chart |        |                   |               |         |
| 20 tháng 12 năm 2006 | Oricon Yearly Singles Chart  |        |                   |               |         |